# Extended Versions (Stryper)
Extended Versions è un live album degli Stryper pubblicato il 31 ottobre 2006 per l'Etichetta discografica Sony BMG.

## Tracce
1. Make Me Wanna Sing (Sweet) 4:36
2. Calling on You (Sweet) 3:45
3. Free (Sweet, Sweet) 3:39
4. More Than a Man (Sweet) 4:34
5. You Won't Be Lonely (Sweet) 4:24
6. Reach Out (Sweet, Sweet) 5:26
7. The Way (Fox) 3:50
8. Soldiers Under Command (Sweet, Sweet) 5:22
9. To Hell with the Devil (Sweet, Sweet) 5:57
10. Honestly (Sweet) 4:25

## Formazione
- Michael Sweet - voce, chitarra
- Oz Fox - chitarra, voce
- Timothy Gaines - basso
- Robert Sweet - batteria
- Brent Jeffers - tastiere, voce